# Behar Neziri
Behar Neziri (* 6. Januar 2003) ist ein kosovarisch-deutscher Fußballspieler. Der zentrale Mittelfeldspieler steht derzeit beim FC St. Gallen in der Schweizer Super League unter Vertrag und ist ehemaliger kosovarischer Juniorennationalspieler.

## Karriere

### Verein
Neziri entstammt der Jugend des FC Augsburg, von der aus er 2016 im Alter von 13 Jahren in die Jugend des FC Bayern München wechselte. Dort durchlief er bis 2022 die übrigen Nachwuchsmannschaften bis zur U19. Mit der U19-Mannschaft nahm er auch an der UEFA Youth League teil und fungierte als Mannschaftskapitän. Im Sommer 2022 rückte Neziri in die zweite Mannschaft des FC Bayern auf, die in der Regionalliga Bayern antrat. Dort konnte er sich in der folgenden Saison 2022/23 jedoch nicht dauerhaft durchsetzen; während er bis zur Winterpause noch in 17 von 25 Spielen zum Einsatz gekommen war, davon in fünf von Beginn an, kam er nach der Winterpause im Frühjahr zu keinem weiteren Einsatz mehr.
Nach Auslaufen seines Vertrages verließ Neziri die Münchner daraufhin im Sommer 2023 und schloss sich in der Schweiz dem FC St. Gallen an, bei dem er zunächst ebenfalls für die Reservemannschaft in der drittklassigen Promotion League eingeplant war. In der folgenden Saison 2023/24 bestritt der Mittelfeldspieler dort insgesamt 27 Spiele, stieg mit der Mannschaft jedoch in die viertklassige 1. Liga ab. Im Sommer 2024 verbrachte er die Saisonvorbereitung bei der Profimannschaft des Vereins und saß im Juli 2024 auch bei einem Spiel in der Super League auf der Ersatzbank, ohne dort zum Einsatz zu kommen. Spielpraxis erhielt er zunächst weiter in der Reservemannschaft. Im August 2024 verlängerte er seinen Vertrag mit dem Verein vorzeitig um ein Jahr bis 2026 und wurde im Gegenzug für die Saison 2024/25 an den Zweitligisten FC Wil verliehen. Im Sommer 2025 kehrte er zu seinem Stammclub zurück, bei dem er darauf fest in die Profimannschaft aufrückte und seinen Vertrag bis 2028 verlängerte.

### Nationalmannschaft
Im September 2018 bestritt Neziri zunächst zwei Spiele mit der kosovarischen U16-Nationalmannschaft. Im Oktober 2021 folgten drei weitere Länderspiele mit der U19-Auswahl. Ab März 2022 gehörte er der U21-Nationalmannschaft an, für die Neziri bis Oktober 2023 in insgesamt sechs Partien zum Einsatz kam.